# تیتانیم لا پورتادا
تیتانیم لا پورتادا (به اسپانیایی: Titanium La Portada) یک آسمان‌خراش در شیلی است که در سانتیاگو واقع شده‌است.